# Сън в лятна нощ (филм, 1959)
„Сън в лятна нощ“ (на чешки: Sen noci svatojánské) е чехословашки куклен анимационен филм от 1959 година на режисьора Иржи Трънка, адаптация на едноименната пиеса на Уилям Шекспир.

## Сюжет
В сюжета на филма се преплитат три различни свята, всеки със своите особености: благородния свят на три атински двойки, обикновения свят на аматьорска театрална трупа, съставена от търговци и чудния свят на вълшебни създания, като елфи и нимфи.

## В ролите
- Рудолф Пелар като разказвача

## Награди и номинации
- Награда за най-добре технически направен късометражен филм от Международния кинофестивал в Кан, Франция през 1959 година.
- Номинация за Златна палма за най-добър филм от Международния кинофестивал в Кан, Франция през 1959 година.[2]